# West Glamorgan
Pour les articles homonymes, voir Glamorgan (homonymie).
Le West Glamorgan (appellation en anglais), ou Gorllewin Morgannwg (appellation en gallois), est un comté préservé du pays de Galles.
Érigé en zone de gouvernement local le 1er avril 1974 par le Local Government Act 1972, il conserve ce statut jusqu’au 31 mars 1996, date de son abolition par le Local Government (Wales) Act 1994. Toutefois, doté du statut de comté préservé depuis le 1er avril 1996 au sens de cette même loi, il garde un rôle essentiellement cérémoniel en tant que shrievalty et zone de lieutenance.

## Géographie

### Situation administrative
Le comté préservé du West Glamorgan est situé au sud du pays de Galles.
Depuis le 1er avril 2005, il comprend les zones principales du borough de comté de Neath Port Talbot et de la cité et comté de Swansea. Il couvre aussi le borough de comté historique de Swansea, et pour partie, le comté historique du Glamorgan, deux divisions administratives en vigueur entre 1889 et 1974.

### Territoires limitrophes
| Dyfed            | Dyfed                   | Powys         |
| Dyfed            | comté du West Glamorgan | Mid Glamorgan |
| Canal de Bristol | Canal de Bristol        | Mid Glamorgan |

## Toponymie
Le comté tient son appellation du royaume de Glamorgan.

## Histoire

### Zone de gouvernement local (1974-1996)
Le comté du West Glamorgan est une zone de gouvernement local créée au 1er avril 1974 par le Local Government Act 1972 en tant que zone de gouvernement local de niveau supérieur à partir du borough de comté de Swansea, ainsi que, de façon partielle, le comté administratif du Glamorgan — les boroughs municipaux de Neath et de Port Talbot, les districts urbains de Glyncorrwg et de Llwchwr, les districts ruraux de Gower et de Pontardawe, et une partie du district rural de Neath. D’après la loi, elle détient une assemblée délibérante dénommée conseil principal.
Son territoire comprend quatre zones de gouvernement local de niveau inférieur, dites « districts », définies à partir des territoires existants au moment de la publication du Local Government Act 1972 et dont les noms sont rendus officiels par le Districts in Wales (Names) Order 1973 : Afan (devenu Port Talbot en 1986), Lliw Valley, Neath et Swansea,.

### Comté préservé (depuis 1996)
En raison d’une réorganisation des zones de gouvernement local, le comté du West Glamorgan est aboli au 31 mars 1996 d’après le Local Government (Wales) Act 1994, mais conserve une existence juridique en tant que comté préservé pour certaines fins. À ce titre, les limites du comté préservé du West Glamorgan sont les mêmes que celles définies par le Local Government Act 1972.
En mai 2003, la Commission du tracé des limites de gouvernement local pour le pays de Galles présente un rapport dans lequel elle suggère la modification de limites de comtés préservés. À partir des conclusions du rapport, l’assemblée nationale pour le pays de Galles adopte le 13 octobre 2004 un décret, le Neath Port Talbot and Powys (Cwmtwrch) Order 2004, qui réaligne les limites entre le borough de comté de Neath Port Talbot et le comté du Powys, donc, celles du comté préservé du West Glamorgan et du Powys.

## Administration

### Conseil
Comme prévu par la loi de 1972, le comté est administré par un « conseil principal » appelé le West Glamorgan County Council. Dirigé par un président et un vice-président, il se compose de conseillers élus pour un mandat de 4 ans.
Des élections du conseil de comté se tiennent en 1973, en 1977, en 1981, en 1985, en 1989 et en 1993. Pour celles-ci, le territoire est divisé :
- en 36 circonscriptions électorales à partir de 1973 ;
- en 61 circonscriptions électorales à partir de 1989 ;
- et en 60 circonscriptions électorales à partir de 1993[7].

### Postes cérémoniels
Depuis 1974, deux postes honorifiques relèvent du West Glamorgan : le lord-lieutenant et le haut-shérif.